# 솔리드이엔지
솔리드이엔지(SOLIDENG)는 대한민국의 기업이다. 대전광역시 유성구에 본사가 있으며, 3개 지사(서울, 영남, 호남)가 있다.

## 본점 및 지점 현황
- 본점: 대전광역시 유성구 반석동로40번길 40 (반석동)
- 서울지사: 서울특별시 영등포구 영등포동8가 92 케이엔케이디지털타워 5층 509호
- 호남지사: 광주광역시 북구 첨단과기로 333, 광주테크노파크 생활지원로봇센터 404-1호
- 영남지사: 경상남도 창원시 의창구 차룡로 48번길 44 창원스마트업타워 F동 1210호